# Tyrannochthonius bagus
Tyrannochthonius bagus és una espècie d'aràcnid de l'ordre Pseudoscorpionida de la família Chthoniidae.

## Distribució geogràfica
Es troba de forma endèmica a Sumatra (Indonèsia).